# Cameron Parish
Cameron Parish is een parish in de Amerikaanse staat Louisiana.
De parish heeft een landoppervlakte van 3.401 km² en telt 9.991 inwoners (volkstelling 2000). De hoofdplaats is Cameron. Ze grenst in het westen aan Texas, in het noorden aan Calcasieu Parish en Jefferson Davis Parish, in het oosten aan Vermilion Parish en in het zuiden aan de Golf van Mexico. Het is een van de 22 parishes die samen Acadiana of Cajun Country vormen.